# التوحد وهويات مجتمع الميم

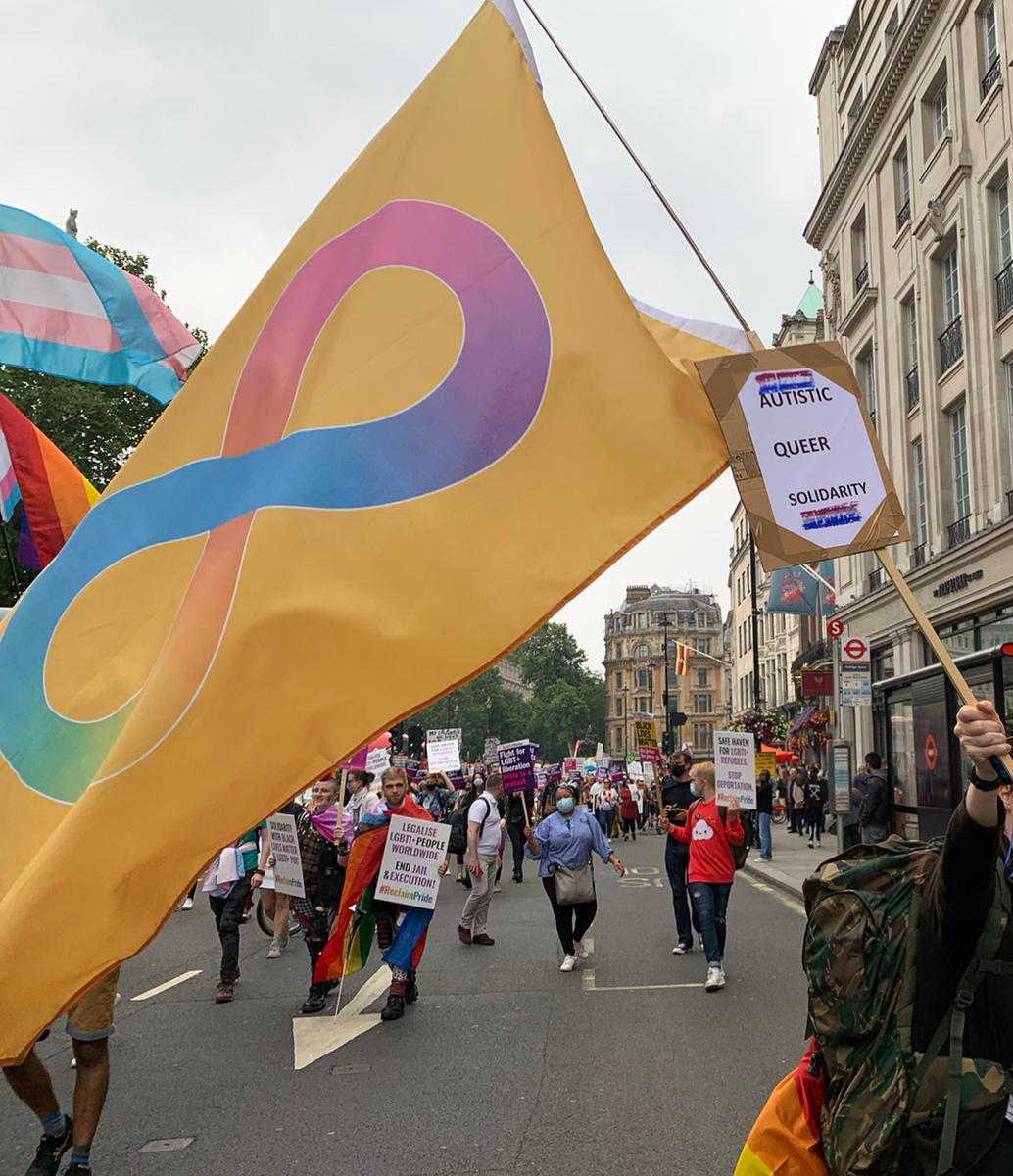
علم فخر التوحد الذي تم رفعه خلال احتجاج الفخر في عام 2021

تشير الأبحاث الحالية إلى أن الأشخاص المصابين بالتوحد لديهم معدلات أعلى من هويات ومشاعر الإل جي بي تي مقارنة بالسكان بشكل عام. وقد تم اقتراح مجموعة متنوعة من التفسيرات للانتشار المتزايد لهويات الإل جي بي تي، مثل التعرض الهرموني قبل الولادة، والذي ارتبط بالتوجه الجنسي، واضطراب الهوية الجنسية، والتوحد. وبدلاً من ذلك، قد يكون الأشخاص المصابون بالتوحد أقل اعتمادًا على المعايير الاجتماعية وبالتالي يكونون أكثر انفتاحًا بشأن توجههم أو هويتهم الجنسية. ذكرت مراجعة سردية نُشرت في عام 2016 أنه على الرغم من طرح فرضيات مختلفة لارتباط بين التوحد واضطراب الهوية الجنسية، إلا أنها تفتقر إلى أدلة قوية. في عدد خاص من مجلة التوحد في مرحلة البلوغ، لاحظ المحررون أن الدعم البحثي للدراسات المتعلقة بالأقليات الجنسية المصابة بالتوحد غير كافٍ.

## التوحد والتوجه الجنسي

### الاهتمام العام بالجنس
لقد تم اعتبار الادعاءات المبكرة بأن الأشخاص المصابين بالتوحد يفتقرون إلى الرغبة الجنسية أو الرغبة في الجنس بمثابة صورة نمطية غير دقيقة. وكانت هذه الإدعاءات نتيجة لمشاكل منهجية. تشير الأدلة الأحدث إلى أن معظم الأشخاص المصابين بالتوحد يعبرون عن اهتمامهم بالرومانسية والجنس.

### التوجه الجنسي للأشخاص المصابين بالتوحد
من غير المرجح أن يحدد الأشخاص المصابون بالتوحد هويتهم الجنسية على أنهم من المغايرين جنسياً مقارنة بنظرائهم غير المصابين بالتوحد. يحاول البعض تفسير ذلك باعتباره جزءًا من الارتباط بين التوحد والهرمونات قبل الولادة والتوجه الجنسي. ومع ذلك، ليس هذا هو التفسير الوحيد المقترح. في حين أن هناك إجماعًا واسع النطاق على أن الأشخاص المصابين بالتوحد هم أكثر عرضة لامتلاك هوية الإل جي بي تي، إلا أن هناك اختلافًا كبيرًا في تقديرات حجم هذه التأثيرات، وتشير معظم الأبحاث إلى أن غالبية الأشخاص المصابين بالتوحد هم من المغايرين جنسياً. تشير الدراسات حول التوجه الجنسي والتوحد إلى أن عددًا أكبر من الأشخاص المصابين بالتوحد لديهم مشاعر مثلية وثنائية الجنس مقارنة بالسكان بشكل عام. أشارت الدراسات إلى ارتفاع معدل اللاجنسيّة بين الأشخاص المصابين بالتوحد، على الرغم من أن مقالة مراجعة عام 2019 ذكرت أنه "يجب تفسير ذلك بحذر، مع الأخذ في الاعتبار صعوبة إقامة علاقات اجتماعية لدى الأشخاص المصابين باضطراب طيف التوحد". على نحو مماثل، وجدت دراسة استقصائية أجريت على الأفراد اللاجنسيين أن حوالي 7% إلى 8% من المشاركين قد حصلوا على تشخيص التوحد، وهو ما يقرب من أربعة أضعاف تقديرات السكان الأمريكيين.
إن انخفاض معدل حدوث الميول الجنسية المغايرة في السكان المصابين بالتوحد موجود عند قياس التوجهات الجنسية والسلوكيات والاهتمامات المبلغ عنها ذاتيًا على حد سواء.

### الاختلافات بين الجنسين في التوجه الجنسي
أشارت بعض الدراسات إلى أن النساء المصابات بالتوحد لديهن معدلات أقل من التوجه الجنسي المغاير مقارنة بالرجال المصابين بالتوحد. وقد تم تأكيد ذلك أيضًا من خلال استطلاع رأي عبر الإنترنت أجرته جامعة كامبريدج ونشرته مجلة Autism Research. أشارت تلك الدراسة إلى أن النساء المصابات بالتوحد لديهن نطاق أوسع من الهوية الجنسية مقارنة بالنساء غير المصابات بالتوحد والرجال المصابين بالتوحد. كان لدى المشاركين الأصغر سنًا احتمالية أعلى للإبلاغ عن أنفسهم على أنهم مثليون جنسياً مقارنة بالمستجيبين الأكبر سناً. وفقًا لمراجعة أجريت عام 2021، أشارت بعض الدراسات إلى أن النساء المصابات بالتوحد أكثر عرضة لأن يكنّ مزدوجات الميل الجنسي بنحو ثلاثة إلى أربعة أضعاف مقارنة بالنساء غير المصابات بالتوحد.

## التوحد والهوية الجنسية

### الهوية الجنسية للأشخاص المصابين بالتوحد
من المرجح أن يُظهر الأشخاص المصابون بالتوحد هويات جنسية متنوعة أو تباينًا بين الجنسين (يُعرف أيضًا بعدم التوافق بين الجنسين ) مقارنة بالسكان بشكل عام.: 515 يختلف حجم الاختلاف بشكل كبير بناءً على منهجية الدراسات وبالتالي لا يمكن القول بشكل قاطع.
في عام 2016، نشر الباحثون دراسة فحصت التباين بين الجنسين في عينة من 492 طفلاً ومراهقًا تم تشخيص إصابتهم باضطراب طيف التوحد في مركز دراسة الطفل بجامعة نيويورك بين عامي 2011 و2015. قاموا بتحليل ردود فعل الوالدين على قائمة التحقق من سلوك الطفل (CBCL) التي تم إدارتها كجزء من التقييم الأولي لجميع الأطفال في المركز. وخلصت الدراسة، التي تم الإبلاغ عنها في الصحافة الشعبية، إلى أن الأطفال المصابين بالتوحد كانوا أكثر عرضة بسبع مرات لإظهار التباين بين الجنسين من أقرانهم غير المصابين بالتوحد.
وجدت دراسة حول الهوية الجنسية للأشخاص المصابين بالتوحد (معظمهم من البالغين) دون إعاقة ذهنية نُشرت في عام 2018 أن هذه المجموعة، وخاصة أولئك الذين تم تصنيفهم كإناث عند الولادة، لديهم هوية أقل مع جنسهم المحدد، وتقدير أقل لذاتهم حول هذا الجنس، مقارنة بالضوابط غير المصابين بالتوحد. عند مناقشة قيود دراستهم، لاحظ الباحثون أنهم لاحظوا حدوثًا غير عادي لتنوع الجنس والتوجه الجنسي بالإضافة إلى مشاكل الصحة العقلية بين جميع المشاركين، وهو ما يعزونه إلى تحيز الاختيار بسبب تجنيد المشاركين من خلال قنوات مختلفة فقط. خلصت دراسة مماثلة نُشرت في عام 2020 وركزت على الأشخاص المصابين بالتوحد (معظمهم من البالغين) الذين تم تصنيفهم على أنهم إناث عند الولادة إلى أن هؤلاء كانوا أكثر عرضة لتحديد هويتهم كمتحولين جنسياً مقارنة بمجموعة التحكم غير المصابة بالتوحد. وعلى غرار الدراسة التي أجريت عام 2018، حذر الباحثون من أن أساليب التوظيف التي اتبعوها ربما أدت إلى تحيز في الاختيار، حيث لاحظوا حدوثًا غير عادي لتوجهات غير مغايرة جنسياً بين المشاركين غير المصابين بالتوحد. علاوة على ذلك، كان عدد الأشخاص المتحولين جنسياً في العينة صغيراً نسبياً.

### ذاتي الجنس
يشعر بعض الأشخاص أن التوحد يجعلهم يفهمون جنسهم بشكل مختلف تمامًا عما هو متوقع منهم. يستخدم بعض الأفراد المصابين بالتوحد مصطلح " الجنس الذاتي " لوصف التجربة الفريدة التي لديهم مع إحساسهم بالجنس. غالبًا ما يتم تفسير مصطلح "الجنس الذاتي" بشكل غير صحيح على أنه يعني أن "التوحد" هو جنس الشخص.
كان استخدام مصطلح "الجنس التلقائي" مثيرًا للجدل في كل من المجتمعات التوحدية وغير الثنائية.

### اضطراب الهوية الجنسية لدى الأطفال المصابين بالتوحد
اضطراب الهوية الجنسية هو تشخيص في الطبعة الخامسة من الدليل التشخيصي والإحصائي للاضطرابات العقلية ( DSM-5، منذ عام 2013، تمت مراجعته عام 2022) يُعطى للأشخاص الذين يعانون من عدم الراحة المرتبط بهويتهم الجنسية.: 511–514 يصف الإصدار الحادي عشر من التصنيف الدولي للأمراض ( ICD-11، منذ عام 2022) الذي تديره منظمة الصحة العالمية حالة مماثلة تحت مصطلح عدم التوافق بين الجنسين.
بين الأشخاص الذين تم تشخيصهم باضطراب الهوية الجنسية، تم ملاحظة سمات طيف التوحد بشكل أكثر تكرارًا من عامة السكان.: 515  خلص تحليل تلوي أجري عام 2022 إلى وجود انتشار كبير لاضطراب الهوية الجنسية لدى الأشخاص الذين تم تشخيصهم باضطراب طيف التوحد. خلص المؤلفون إلى أن البيانات تشير إلى وجود صلة بين التوحد واضطراب الهوية الجنسية، ولكن طبيعة ونطاق الصلة يتطلبان مزيدًا من التحقيق.
وفقًا لـ DSM-5-TR، قد يكون من الصعب تشخيص اضطراب الهوية الجنسية لدى الأشخاص المصابين بالتوحد، حيث قد يفكرون بشكل ملموس ومتصلب حول الأدوار الجنسية و/أو يواجهون صعوبات في فهم سياقهم الاجتماعي.: 519–520 في عام 2018، نشر فريق من الأطباء النفسيين من جميع أنحاء الولايات المتحدة أول اقتراح للمبادئ التوجيهية السريرية لاضطراب الهوية الجنسية المتزامن والتوحد.
في حين تم الإبلاغ عن العديد من دراسات الحالة حول اضطراب الهوية الجنسية لدى الأشخاص المصابين بالتوحد في الأدبيات العلمية، فإن الدراسة الأولى لتقييم التقارب بين اضطراب الهوية الجنسية والتوحد لم تُنشر حتى عام 2010، عندما فحص الباحثون في هولندا 129 طفلاً ومراهقًا تم تشخيصهم باضطراب الهوية الجنسية (مقدمة اضطراب الهوية الجنسية المحدد في DSM-IV ) في عيادة الهوية الجنسية، ووجدوا أن 6 أفراد (4.7٪) تم تشخيصهم أيضًا على أنهم مصابون بالتوحد. خلصت مراجعة أجريت عام 2016 للأدبيات المتاحة إلى أن انتشار حالات طيف التوحد بين الأطفال والمراهقين الذين تم تشخيص إصابتهم باضطراب الهوية الجنسية كان أعلى من انتشاره بين عامة السكان. وخلصت مراجعة سردية نُشرت في عام 2016 إلى أن الفرضيات المتعلقة بالأسباب الأساسية تفتقر إلى الأدلة.

### السمات التوحدية لدى الأشخاص غير المطابقين للجنس والمتحولين جنسياً
وخلص تحليل تلوي أجري عام 2022 إلى وجود علاقة بين السمات التوحدية ومشاعر اضطراب الهوية الجنسية. ومع ذلك، لاحظ الباحثون أن القليل معروف عن السمات التوحدية لدى غير المصابين بالتوحد.
وقد لاحظت بعض الدراسات وجود تداخل بين المصابين بالتوحد والمتحولين جنسياً. توصل باحثون بريطانيون في عام 2011 إلى أن الرجال المتحولين جنسياً لديهم سمات توحدية أكثر من النساء المتحولات جنسياً. ومع ذلك، خلصت دراسة أجراها باحثون بريطانيون في عام 2013 إلى أنه "لا يوجد فرق كبير" بين الرجال المتحولين جنسياً والنساء المتحولات جنسياً في السمات التوحدية الملحوظة. خلص ستيفن ستاج وجيمي فينسينت من جامعة أنجليا روسكين في سبتمبر 2019 إلى أن بعض أولئك الذين يطلبون النصيحة والمساعدة بشأن هويتهم الجنسية قد يكونون مصابين بالتوحد، سواء تم تشخيصهم أم لا، مع إعاقة هذه القدرات للدعم المحتمل، وحث الأطباء الذين يعالجون الأفراد المتحولين جنسياً أو غير الثنائيين، وخاصة أولئك الذين تم تصنيفهم على أنهم إناث عند الولادة، على التفكير فيما إذا كانوا مصابين باضطراب طيف التوحد غير المشخص. في يناير 2020، اقترح أربعة باحثين وجود "تداخل بين التوحد والهوية المتحولة جنسياً"، ربما أكثر لدى الرجال المتحولين جنسياً مقارنة بالنساء المتحولات جنسياً، وذكروا أن القلق والاكتئاب كانا الأعلى لدى الأفراد المصابين بالتوحد الذين كانوا متحولين جنسياً. توصل علماء من مركز أبحاث التوحد بجامعة كامبريدج، باستخدام بيانات من 600000 بالغ في المملكة المتحدة، في أغسطس 2020 إلى أن البالغين المتحولين جنسياً أو المتنوعين جنسياً كانوا أكثر عرضة للإصابة بالتوحد بثلاث إلى ست مرات من أولئك الذين كانوا من جنسين مختلفين، واقترحوا أن ما بين 3.5 و6.5٪ من البالغين المتحولين جنسياً والمتنوعين جنسياً في المملكة المتحدة مصابون بالتوحد.
وقد لاحظ باحثون آخرون انتشار السمات التوحدية بين أولئك الذين يحددون هويتهم على أنهم غير ثنائيين أو من ذوي الهوية الجنسية المختلفة. توصل باحثان من جامعة وارويك، باستخدام بيانات من 446 من المشاركين البالغين في المملكة المتحدة، في يناير 2016 إلى أنه بناءً على العينة التي حصلوا عليها، فإن الأفراد ذوي الهوية الجنسية المختلفة هم أكثر عرضة للإصابة بالتوحد من أي مجموعة أخرى تعاني من اضطراب الهوية الجنسية.

### الرعاية المؤكدة للجنس للأشخاص المصابين بالتوحد
في ديسمبر 2014، خلص أربعة باحثين إلى أن الإصابة باضطراب طيف التوحد لا "تمنع التحول بين الجنسين" واقترحوا أساليب لمساعدة هؤلاء الأفراد في "استكشاف هوياتهم الجنسية". قالت كاثرين راشلين، إحدى مؤلفي الدراسة، إن التحول الجنسي قد يبدو في بعض الأحيان "مثل تجربة الطيف" بالنسبة للأطباء. في مارس 2015، ذكرت دراسة أجراها باحثون في كلية الطب بجامعة ييل أن المصابين بالتوحد يجب أن يعاملوا على قدم المساواة مع الأفراد الآخرين الذين يعانون من اضطراب الهوية الجنسية، واقترحت أن يقوم الأطباء "بتوسيع الإطار الاجتماعي" وتسهيل "استكشاف الأدوار الجنسانية". أوصت دراسة فنلندية أجريت في أبريل 2015 بضرورة الأخذ بعين الاعتبار طيف التوحد بشكل جدي عند وضع إرشادات لعلاج "اضطراب الهوية الجنسية لدى الأطفال والمراهقين".
وجدت دراسة استقصائية أجريت عام 2022 بين الأطباء العاملين في عيادات الرعاية الصحية المتخصصة في النوع الاجتماعي أن هناك غالبًا اختلافات في أساليب التواصل والتفكير بين الأطباء والمرضى المصابين بالتوحد. وخلصت الدراسة إلى أنه ينبغي إجراء بعض التعديلات، بما في ذلك تدريب الأطباء على العمل مع المرضى المصابين بالتوحد، والتعديلات التي يتم إجراؤها في البيئة السريرية.
تنص النسخة 8 من WPATH SOC، المنشورة في أغسطس 2022، على أنه لا يوجد دليل على أن حجب الرعاية المؤكدة للجنس عن الأفراد الذين يعانون من حالات النمو العصبي له أي فائدة. كما توصي WPATH SOC 8 بأن يتلقى المتخصصون في الرعاية الصحية الذين يعملون مع المراهقين المتنوعين جنسياً تدريبًا ويطورون الخبرة في اضطراب طيف التوحد والعروض العصبية التنموية الأخرى.

### الصحة العقلية للأشخاص المصابين بالتوحد من مختلف الجنسين
في دراسة أجريت عام 2021 حول التمويه التوحدي، وجد أن البالغين المصابين بالتوحد من ذوي الجنسين المتنوعين يستخدمون التمويه التوحدي أكثر من البالغين المصابين بالتوحد من ذوي الجنسين المختلفين.
وجدت دراسة أجريت في يناير 2023 على البالغين المتحولين جنسياً وغير الثنائيين أن السمات التوحدية العالية والتوتر المرتفع بين الأقليات الجنسية كانا مرتبطين بنتائج أسوأ للصحة العقلية.

## في الثقافة الشعبية
الشخصيات التوحدية التي تشكل جزءًا من مجتمع الإل جي بي تي يتم تصويرها أحيانًا في الثقافة الشعبية، سواء في الأدب أو الرسوم المتحركة أو المسلسلات الحية. وطالب البعض بتمثيل أفضل. على سبيل المثال، في يونيو 2015، كتبت الكاتبة هايدي كولينان في مجلة Spectrum أنه لا يوجد ما يكفي من الأعمال الخيالية التي تتناول الأشخاص المصابين بالتوحد، بل إن عدد الأشخاص الذين ينتمون إلى مجتمع الإل جي بي تي أقل، مما ألهمهم لكتابة قصة تتناول بطلًا مثليًا مصابًا بالتوحد. وقالوا أيضًا إن الأشخاص المصابين بالتوحد يستحقون أن يروا أنفسهم في القصص، مثل أي شخص آخر. في مارس 2021، رددت الروائية المثلية المصابة بالتوحد ناويز دولان هذا في مقابلة مع PinkNews، داعية إلى مزيد من الرؤية، قائلة إن الثقافة الشعبية والفن سوف يتحسنان إذا "كان هناك المزيد من المصابين بالتوحد المثليين هناك"، إلى جانب مجموعات أخرى مهمشة. كما انتقدت التصوير السيئ للشخصيات المصابة بالتوحد وأعربت عن رغبتها في "كتابة شخصية مصابة بالتوحد بطريقة متعمدة قدر الإمكان" في روايتها " أوقات مثيرة".
في بعض الأحيان، تظهر شخصيات التوحد الإل جي بي تي في الأدب. على سبيل المثال، في رواية عام 2015، احمل المحيط، بقلم هايدي كولينان، يتطور لدى بطل الرواية المثلي، جيريمي سامون، علاقة رومانسية مع صبي مصاب بالتوحد يُدعى إيميت واشنطن. رواية The Outside، وهي أول رواية للكاتبة آدا هوفمان صدرت عام 2019، تدور حول بطلة مثلية الجنس ومصابة بالتوحد، ياسيرا شين، التي كان لها حبيب يدعى تيف. صدر تكملة الكتاب، The Fallen، في يوليو 2021، مع إعادة ظهور Yasira، وتمت الإشادة بالكتاب لـ "تمثيله العصبي المتنوع الممتاز". رواية زاك سميدلي لعام 2019، الليلة نحكم العالم، تحكي قصة أوين، "طالب في المدرسة الثانوية ثنائي الجنس... مصاب بالتوحد".
بعض المبدعين وشخصيات المسلسلات المتحركة مصابون بالتوحد وينتمون إلى مجتمع الإل جي بي تي. صرح هاميش ستيل، مبتكر Dead End: Paranormal Park، وهو رجل مثلي الجنس مصاب بالتوحد، أنه دمج تجاربه في شخصيات مثل نورما خان في العرض الذي يحمل نفس الاسم، وهي ثنائية الجنس ومصابة بالتوحد.
تحتوي المسلسلات التلفزيونية الحية أيضًا على شخصيات مصابة بالتوحد من مجتمع الإل جي بي تي. على سبيل المثال، في مارس 2020، أُعلن أن مسلسل Everything's Gonna Be Okay سيقدم "قصة غريبة" للبطلة المصابة بالتوحد ماتيلدا، التي تستكشف هويتها الجنسية كامرأة بانجنسية، وتصبح صديقتها دريا صديقتها. صرح مبتكر العرض، جوش توماس، لصحيفة The Advocate أنه يحب "وجود أشخاص مثليين في عرضي"، وأشار إلى أن الأشخاص المصابين بالتوحد لديهم "ضعف عاطفي شديد"، وقال إنه "من المثير أن الأشخاص المصابين بالتوحد يقودون بجرأة وبقدر ما يتعلق الأمر بالهوية". أثناء تصوير الموسم الأول، أدرك أنه مصاب بالتوحد وحصل على تشخيص رسمي. في الموسم الثاني، أدركت شخصيته (رجل مثلي الجنس) أنه أيضًا مصاب بالتوحد. كما يضم المسلسل الأسترالي المعاد إنتاجه Heartbreak High شخصية مثلية مصابة بالتوحد، كويني، والتي تلعب دورها الممثلة المصابة بالتوحد كلوي هايدن وتم كتابتها بمساهمتها.